# Жанакорганский район
Жанакорганский район (каз. Жаңақорған ауданы) — административная единица в составе Кызылординской области Казахстана.
Район создан 17 января 1928 года (носил название Яны-Курганский район).
Центром Жанакорганского района является посёлок Жанакорган, который находится в 178 километрах от областного центра — города Кызылорда. В Жанакорганском районе 2 поселковых (Жанакорган и Шалкия) и 24 аульных округа, где живут 17 национальностей. Численность населения района составляет 81 515 человека

## География
Район расположен на юго-востоке области. На западе Жанакорганский район граничит с Шиелийским районом, на востоке — с Туркестанской областью, а на юге — с Узбекистаном.
Территория района составляет — 16,6 тыс. км², что составляет 6,8 процентов от всей территории области.
Климат континентальный. Средние температуры января от −6 до −7 °С, июля 27—28 °С. Среднегодовое количество атмосферных осадков 150—200 мм.
Река Сырдарья пересекает территорию района. Озёра: Борыктыколь, Нарсоккан, Бозколь, Кандыарал, Шукырой и другие. Левобережная, южная часть района — песчаная пустыня Кызылкумы. В северной части района расположены предгорья и южные склоны хребта Каратау.
Почвы аллювиально-луговые, лугово-болотные, песчаные. Растут саксаул, полынь, ковыль, типчак, таволга, шиповник и др. Обитают волк, лисица, корсак, барсук, кабан, сайгак; фазан и другие птицы.

## Административное деление
1. Жанакорганский сельский округ
2. Сельский округ имени Машбека Налибаева
3. Аккорганский сельский округ
4. Аккуикский сельский округ
5. Байкенженский сельский округ
6. Бесарыкский сельский округ
7. Екпиндинский сельский округ
8. Жайылминский сельский округ
9. Жанарыкский сельский округ
10. Кейденский сельский округ
11. Келинтобинский сельский округ
12. Коктобинский сельский округ
13. Кандозский сельский округ
14. Каратобинский сельский округ
15. Кожамбердинский сельский округ
16. Кожакентский сельский округ
17. Сельский округ Косуйенки
18. Кыркенсеский сельский округ
19. Кырашский сельский округ
20. Озгентский сельский округ
21. Сунакатинский сельский округ
22. Суттыкудыкский сельский округ
23. Талапский сельский округ
24. Томенарыкский сельский округ
25. Шалкинский сельский округ
26. Манапский сельский округ

## Экономика
Основной деятельностью населения района является сельское хозяйство и животноводство. Выращивают зерновые культуры (в основном рис), овоще-бахчевые. Разводят крупный рогатый скот, овец и коз, лошадей и верблюдов.
В предгорьях и на склонах Каратау на территории района расположены месторождения полиметаллических руд. В посёлке Шалкия (Шалхия), названном по одноимённому полиметаллическому месторождению добываются цинк, свинец, планируется строительство горно-обогатительного комбината, завода по выпуску серной кислоты, производится щебень и строительный камень.
В районе планируется разработка двух месторождений урана.
Также в районе действует грязелечебный санаторий «Жанакорган».
По территории района проходят железная дорога Оренбург—Ташкент и автомобильная дорога Шымкент—Кызылорда.

## Известные уроженцы
В районе 3 героя Социалистического труда, 2 героя Советского Союза, выросли такие видные государственные и общественные деятели как Ахмет Адилов, Исатай Абдукаримов, Султан Сартаев, Сейлбек Шаухаманов, Бердыбек Сапарбаев, Оналбек Сапиев; известные в Казахстане писатели, акыны, скульпторы Сейсен Мухтарулы  Манап Кокенов, Дукенбай Досжан, Тынымбай Нурмаганбетов, Жадыра Дарибаева, Жандарбек Малибеков, Абилкайыр Сыздыков; академик и врач-хирург Мухтар Алиев, академики Бирлесбек Алияров, Сайфулла Абдреимов, Ашим Исамбаев; партийные, хозяйственные и общественные деятели Гафур Мухамеджанов,  Шазинда и Файзулла Каракожаевы, Фейзулдаев Арасат, Сраил Скендиров, Бекайдар Аралбаев, Мырзахмет  Ауанов., Герой Советского Союза Ануар Абуталипов, режиссёр-кинодокументалист Калила Умаров, энергетик Нуржан Абдуллаев, дирижёр Тулепберген Абдирашев,, а также известный детский писатель Адырбек Сопыбеков.